# Giro del Piemonte 1914
Il Giro del Piemonte 1914, settima edizione della corsa, si svolse il 3 maggio 1914 su un percorso di 310 km. La vittoria fu appannaggio dell'italiano Giuseppe Santhià, che completò il percorso in 11h38'00", precedendo i connazionali Angelo Gremo e Costante Girardengo.
Sul traguardo di Torino 28 ciclisti, su 64 partiti dalla medesima località, portarono a termine la competizione.

## Ordine d'arrivo (Top 10)
| Pos. | Corridore           | Squadra        | Tempo     |
| ---- | ------------------- | -------------- | --------- |
| 1    | Giuseppe Santhià    | Ganna          | 11h38'00" |
| 2    | Angelo Gremo        | Peugeot-Wolber | a 3'00"   |
| 3    | Costante Girardengo | Maino-Dunlop   | s.t.      |
| 4    | Carlo Durando       | Maino-Dunlop   | a 7'00"   |
| 5    | Carlo Galetti       | Bianchi        | a 21'00"  |
| 6    | Giuseppe Contesini  | Atala          | s.t.      |
| 7    | Emilio Petiva       | Stucchi        | s.t.      |
| 8    | Giovanni Casetta    | -              | s.t.      |
| 9    | Domenico Allasia    | Bianchi        | s.t.      |
| 10   | Mario Spinelli      | -              | s.t.      |